# Trent Dalzell
Trent Dalzell (ur. 15 października 1988 r., w Wollongong w Australii) – australijski aktor, znany m.in. z serialu Na wysokiej fali.
Urodził się w Wollongong w Nowej Południowej Walii. Jest aktorem oraz sportowcem: uprawia pływanie, surfing, piłkę nożną i wiele innych dyscyplin. W jednym z wywiadów przyznał, że jest perfekcjonistą. 
W swoim rodzinnym kraju jest znany przede wszystkim ze występów w popularnej operze mydlanej "Zatoka serc" ("Home And Away").

## Filmografia
- Na wysokiej fali (Blue Water High) jako Corey Petrie (drugi sezon, 26 epizodów, 2006)
- Zatoka serc (Home And Away) jako Axel Hay (2005-2008)
- Dangerous jako Jock (2 epizody, 2007)
- Legendy sowiego królestwa: Strażnicy Ga’Hoole (Legend of the Guardians: The Owls of Ga’Hoole, 2010) - głosy drugoplanowych postaci